# Gvinejski zaliv
Gvinejski zaliv, del Atlantskega oceana jugozahodno od Afrike oziroma njegovo robno morje. Po kriterijih Mednarodne hidrografske organizacije (IHO) je meja zaliva loksodroma, ki teče od Rta Palmas na skrajnem jugu Liberije do Rta Lopez v Gabonu. V zalivu je presečišče ekvatorja in ničtega poldnevnika.
Zaliv je dobil ime iz bivših imen afriških obal. Južna obala zahodne Afrike na severu Gvinejskega zaliva se je nekoč imenovala Gornja Gvineja, zahodna obala južne Afrike pa Spodnja Gvineja. Ime Gvineja je še vedno del imena treh afriških držav: Gvineje, Gvineje-Bissau in Ekvatorialne Gvineje.
V Gvinejski zaliv se izliva mnogo rek, od katerih sta najpomembnejši Niger in Volta. V afriško obalo se zajedata dva manjša in neizrazita zaliva: Beninski zaliv in Zaliv Bonny (bivši Biafrski zaliv). 
Reka Niger prinaša v zaliv veliko organskih sedimentov, iz katerih je v milijonih let nastala nafta. Nafta in zemeljski plin iz Gvinejskega zaliva in delt rek Kongo in Angola, ki sta bolj na jugu, dobivata vedno večji delež v svetovni proizvodnji energentov. 

## Refefence
1. ↑  IHO Special Publication 23, Limits of Oceans and Seas, 3rd ed. (1953), #34

## Vir
- Opća enciklopedija JLZ, III, Foc-Iw, 318, Zagreb 1977